# Robert Rodriguez
Robert Anthony Rodriguez (San Antonio, Texas, 20 de junio de 1968) es un director de cine estadounidense. También es guionista, músico y productor. Principalmente rueda y produce sus películas en los estudios Troublemaker, de los que es dueño, en Austin, Texas.
Su carrera en Hollywood comenzó gracias a su primera película, titulada El Mariachi, que dirigió a los veinticuatro años de edad.
Es el hermano de la también actriz Patricia Vonne.

## Biografía

### Primeros años
Nació en 1968 en San Antonio, Texas, en el seno de una familia de inmigrantes mexicanos. Es el tercero de los ocho hijos de la familia. Después de acabar el instituto estudió en la Universidad de Texas.
Rodriguez escribió el guion de su primer largometraje mientras permanecía internado en las instalaciones de unos laboratorios de investigación como paciente de un experimento clínico remunerado. Este dinero sirvió para pagar el rodaje de su película. Planeó recuperar el dinero vendiendo la película en el mercado del vídeo doméstico mexicano.
La película era El mariachi (1992), que Rodriguez escribió, dirigió, fotografió, montó y grabó el sonido con un presupuesto de siete mil dólares. Mientras que seguía investigando la forma de vender la película en el mercado del vídeo, Rodriguez fichó con un influyente agente de ICM. Fue entonces cuando Columbia Pictures compró los derechos y firmó un contrato de dirección de dos años con Rodriguez. El mariachi terminó ganando el ansiado Premio del Público a la Mejor Película Dramática del Festival de Cine de Sundance, y también fue galardonada en los festivales de Berlín, Múnich, Edimburgo, Deauville y Yubari (Japón).[cita requerida] Rodriguez escribió sobre estas experiencias en Rebel Without a Crew.

### Carrera
Más tarde, Rodriguez escribió, produjo, dirigió y montó Desperado (1995), una secuela de El mariachi, para Columbia Pictures. Esta película dio a conocer a Salma Hayek al público estadounidense, así como a Antonio Banderas en un papel protagonista. Rodriguez también escribió, dirigió y montó The Misbehavers (1995), que también protagonizó Banderas y que constituye una de las cuatro partes de Four Rooms, de Miramax Films. Más tarde, formó equipo con Quentin Tarantino en From Dusk Till Dawn, de Dimension Films. Rodriguez dirigió un reparto que incluía al propio Tarantino, que se encargó de escribir el guion. El siguiente proyecto como realizador de Rodriguez fue The Faculty (1998), de Dimension Films, protagonizada por Josh Hartnett, Elijah Wood y Jordana Brewster.
En 2001, Rodriguez pudo hacer realidad uno de los sueños de su vida y creó una película de aventuras para toda la familia. Spy Kids fue aclamada por la crítica y obtuvo un enorme éxito de taquilla, con unos ingresos que superaron los cien millones de dólares solo en Estados Unidos. Después le siguió Spy Kids 2: The Island of Lost Dreams, que se hizo valedora de excelentes críticas y Spy Kids 3-D: Game Over, que se estrenó en Estados Unidos el 25 de julio de 2003.
La tercera entrega de la trilogía El mariachi, Once upon a time in Mexico, rodada, montada y producida por él mismo, se estrenó en Estados Unidos el 12 de septiembre de 2003. Además, participó en la cinta como guionista.
[actualizar]

### Vida personal
Rodriguez estuvo casado con Elizabeth Avellán desde 1990 y hasta 2007, divorciándose de ella poco tiempo después de rodar su película Planet Terror, en cuyo rodaje entabló una relación sentimental con la actriz Rose McGowan, con la cual estuvo comprometido, pero su relación terminó tras el rodaje de Machete.
Aparte de su idioma natal, también habla con mucha fluidez español.

### 100 Years: The Movie You'll Never See
Rodriguez en colaboración con John Malkovich realizó un proyecto patrocinado por la marca de coñac Louis XIII titulado 100 Years: The Movie You Will Never See (en español: 100 años: La película que nunca verás). La cinta será estrenada el 18 de noviembre de 2115, cien años después del final de su producción, en 2015.

## Filmografía

### Cine
| Año         | Título                                        | Rol      | Rol       | Rol       | Notas                                           |
| Año         | Título                                        | Director | Productor | Guionista | Notas                                           |
| ----------- | --------------------------------------------- | -------- | --------- | --------- | ----------------------------------------------- |
| 1992        | El mariachi                                   | Sí       | Sí        | Sí        | También fotografía y montaje                    |
| 1994        | Roadracers                                    | Sí       | No        | Sí        |                                                 |
| 1995        | Four Rooms                                    | Sí       | No        | Sí        | Segmento: "The Misbehavers"                     |
| 1995        | Desperado                                     | Sí       | Sí        | Sí        | También montaje                                 |
| 1996        | From Dusk Till Dawn                           | Sí       | No        | No        | También montador                                |
| 1998        | The Faculty                                   | Sí       | No        | No        | También montador                                |
| 1999        | From Dusk Till Dawn 2: Texas Blood Money      | No       | Sí        | No        |                                                 |
| 1999        | From Dusk till Dawn 3: The Hangman's Daughter | No       | Sí        | Sí        |                                                 |
| 2001        | Spy Kids                                      | Sí       | Sí        | Sí        | También música                                  |
| 2002        | Spy Kids 2: The Island of Lost Dreams         | Sí       | Sí        | Sí        | También montador, fotografía y música           |
| 2003        | Spy Kids 3-D: Game Over                       | Sí       | Sí        | Sí        | También montador y música                       |
| 2003        | Érase una vez en México                       | Sí       | Sí        | Sí        | También montador y fotografía                   |
| 2004        | Kill Bill Vol. 2                              | No       | No        | No        | Música                                          |
| 2005        | Sin City                                      | Sí       | Sí        | Sí        | También montador y música                       |
| 2005        | Las aventuras de Sharkboy y Lavagirl          | Sí       | No        | Sí        | También montador y música                       |
| 2005        | Curandero                                     | No       | Sí        | Sí        |                                                 |
| 2007        | Planet Terror                                 | Sí       | Sí        | Sí        | También montador y fotografía                   |
| 2008        | Death Proof                                   | No       | Sí        | No        |                                                 |
| 2009        | Shorts                                        | Sí       | Sí        | Sí        | También música                                  |
| 2010        | Depredadores                                  | No       | Sí        | No        |                                                 |
| 2010        | Machete                                       | Sí       | Sí        | Sí        |                                                 |
| 2011        | Spy Kids 4: All the Time in the World         | Sí       | Sí        | Sí        |                                                 |
| 2013        | Machete Kills                                 | Sí       | Sí        | Sí        |                                                 |
| 2014        | Sin City 2: Una dama fatal                    | Sí       | Sí        | No        |                                                 |
| 2014 - 2016 | From Dusk till Dawn: The Series               | Sí       | Sí        | Sí        | También es el creador de la serie               |
| 2019        | Alita: Battle Angel                           | Sí       | Sí        | No        |                                                 |
| 2019        | Red 11                                        | Sí       | Sí        | No        |                                                 |
| 2019        | UglyDolls: Extraordinariamente feos           | No       | Sí        | Sí        |                                                 |
| 2020        | We Can Be Heroes                              | Sí       | Sí        | Sí        | Secuela de Las aventuras de Sharkboy y Lavagirl |
| 2021 - 2022 | We Can Be Heroes 2                            | Sí       | Sí        | Sí        | Secuela de We Can Be Heroes                     |
| 2022        | 100 Years: The Movie You Will Never See       | Sí       | Sí        | No        |                                                 |
| 2023        | Hypnotic                                      | Sí       | Sí        | Sí        |                                                 |
| 2023        | Spy Kids: Armageddon                          | Sí       | Sí        | Sí        | Reboot de Spy Kids                              |

### Videos musicales
| Año  | Video      | Rol      | Rol       | Rol       | Notas                                      |
| Año  | Video      | Director | Productor | Guionista | Notas                                      |
| ---- | ---------- | -------- | --------- | --------- | ------------------------------------------ |
| 2015 | Confident  | Sí       | No        | No        | Video musical de la cantante Demi Lovato   |
| 2020 | Rain on Me | Sí       | No        | No        | Video musical de Lady Gaga y Ariana Grande |

## Premios y nominaciones
Festival Internacional de Cine de Cannes
| Año  | Categoría         | Trabajo nominado | Resultado |
| ---- | ----------------- | ---------------- | --------- |
| 2005 | Palma de Oro      | Sin City         | Nominado  |
| 2005 | Premio del Jurado | Sin City         | Ganador   |

Premios Saturn
| Año  | Categoría      | Trabajo nominado    | Resultado |
| ---- | -------------- | ------------------- | --------- |
| 1996 | Mejor director | From Dusk till Dawn | Nominado  |

Premios Satellite
| Año  | Categoría          | Trabajo nominado           | Resultado |
| ---- | ------------------ | -------------------------- | --------- |
| 2004 | Mejor banda sonora | Once Upon a Time in Mexico | Ganador   |
| 2005 | Mejor montaje      | Sin City                   | Nominado  |
| 2005 | Mejor edición      | Sin City                   | Nominado  |
| 2005 | Mejor banda sonora | Sin City                   | Nominado  |
| 2005 | Mejor sonido       | Sin City                   | Nominado  |